# Ферменты пищеварения
Ферме́нты пищеваре́ния, пищеварительные ферменты — ферменты, расщепляющие сложные компоненты пищи (полисахариды)  до более простых веществ (олигосахаридов), которые затем всасываются в организм. В более широком смысле пищеварительными ферментами также называют все ферменты, расщепляющие крупные (обычно полимерные) молекулы на мономеры или более мелкие части.
Все ферменты желудочно-кишечного тракта относятся к гидролазам, что означает, что расщепление пищевых полимеров происходит всегда при участии молекулы воды.
Пищеварительные ферменты находятся в пищеварительной системе человека и животных. Кроме этого, к таким ферментам можно отнести внутриклеточные ферменты лизосом.
Основные места действия пищеварительных ферментов в организме человека и животных — это ротовая полость, желудок, тонкая кишка. Эти ферменты вырабатываются такими железами, как слюнные железы, железы желудка, поджелудочная железа и железы тонкой кишки. Часть ферментативных функций выполняется облигатной кишечной микрофлорой.
По субстратной специфичности пищеварительные ферменты делятся на несколько основных групп:
- протеазы: эндопептидазы, которые катализируют расщепление внутренних пептидных связей (пепсин, реннин, гастриксин в желудочном соке и трипсин, химотрипсин, эластаза в панкреатическом соке) и экзопептидазы, которые отщепляют по одной аминокислоте с карбоксильного конца (карбоксипептидаза в панкреатическом соке и аминопептидаза, пептидазы в кишечном соке);
- липазы расщепляют липиды до жирных кислот и глицерина;
- карбогидразы гидролизуют углеводы;
- сахараза расщепляет сахарозу, мальтаза расщепляет мальтозу, лактаза расщепляет лактозу;
- нуклеазы расщепляют нуклеиновые кислоты до нуклеотидов.

## Ротовая полость

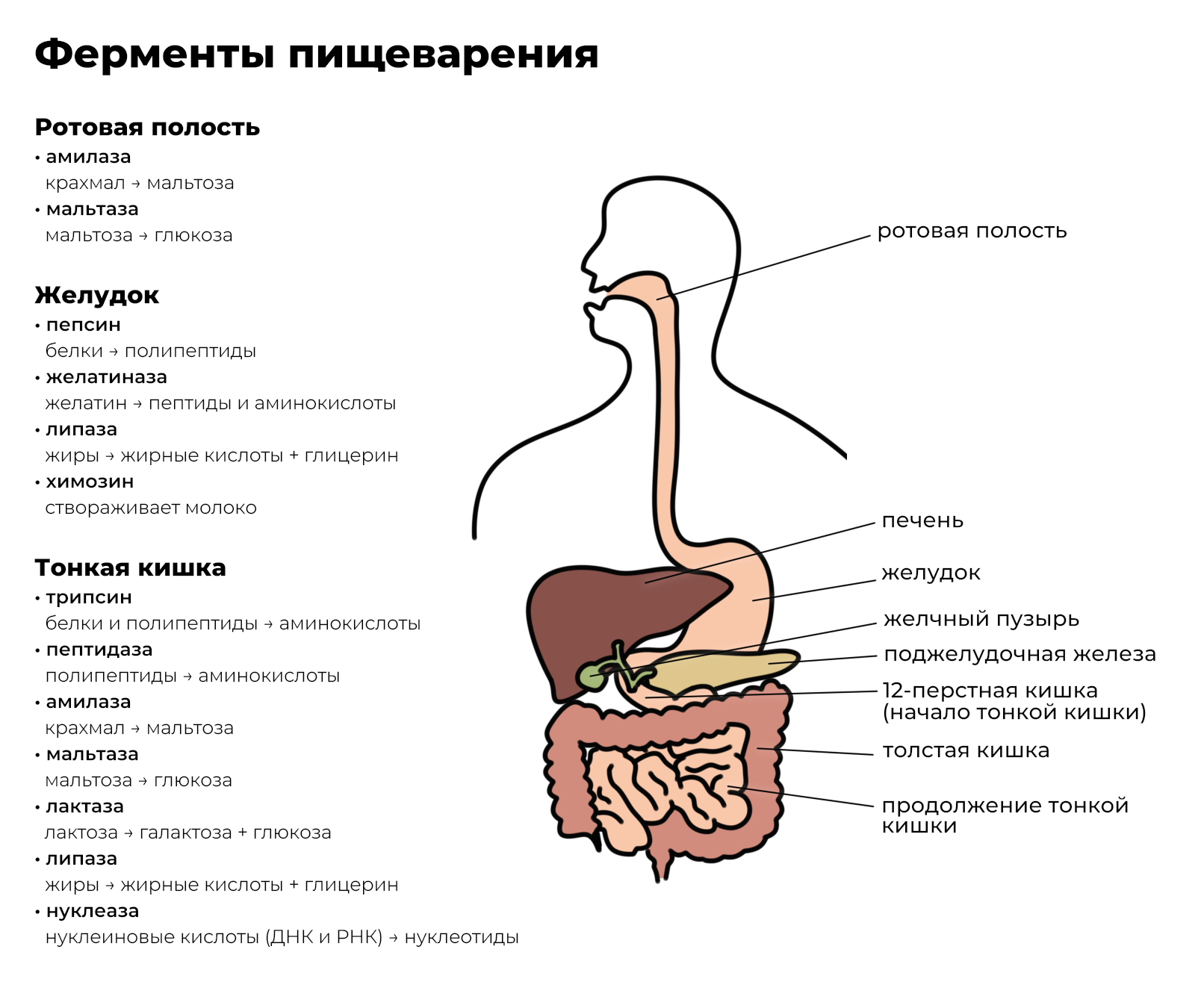
Ферменты пищеварения, упрощенная схема

Слюнные железы секретируют в полость рта:
- альфа-амилазу (птиалин), которая расщепляет высокомолекулярный крахмал до более коротких фрагментов и до отдельных растворимых сахаров (декстрины, мальтоза, мальтриоза);
- альфа-глюкозидазу (мальтазу), расщепляет мальтозу на две молекулы глюкозы.
- лактопероксидазу, которая обладает бактерицидным действием.

## Желудок
Ферменты, секретирующиеся желудком называются желудочными ферментами. По химической природе практически все ферменты являются белками. В желудке также вырабатывается соляная кислота, которая обладает бактерицидным действием; активирует фермент пепсин; вызывает денатурацию и набухание белков.
- Пепсин — основной желудочный фермент. Гидролитически расщепляет пептидные связи денатурированных белков до пептидов. Вырабатывается в так называемых «главных клетках» в неактивной форме в виде пепсиногена, чтобы предотвратить самопереваривание слизистой желудка. В полости желудка в кислой среде (рН=1.5—2,5) происходит превращение пепсиногена в активный пепсин. При этом отщепляется пепсин-ингибитор. Процесс идет автокаталитически при участии НСl (ионов Н+), которая также вырабатывается в слизистой желудка, но в так называемых «обкладочных клетках». Молекулярный вес пепсиногена около 42 000, а пепсина — около 35 000. Из этого следует, что реакция превращения пепсиногена в пепсин сопровождается отщеплением 15—20 % исходной молекулы. Активирование происходит за счет отщепления N-концевого участка пепсиногена, в котором сосредоточены все основные аминокислоты. Среди продуктов отщепления обнаруживается ингибитор пепсина с молекулярным весом 3242 и пять более мелких фрагментов, в сумме отвечающих молекулярному весу около 4000. Для защиты стенок желудка от агрессивной кислой среды «добавочные клетки» слизистой вырабатывают муцин — гликопротеид — и ионы бикарбоната.
- Гастриксин, реннин — тоже расщепляют белки.
- Желатиназа расщепляет желатин и коллаген, основные протеогликаны мяса на полипептиды, пептиды и аминокислоты.
- Липаза — жиры на глицерин и жирные кислоты, но ее активность в желудке незначительна.
- Реннин (химозин) — аспартилпротеаза, вырабатывается в сычуге жвачных животных, расщепляет пептиды.

## Тонкая кишка

### Желчь
Желчь человека также участвует в процессах пищеварения. Она вырабатывается постоянно печенью и собирается в желчном пузыре. В ее состав не входят ферменты. Она переводит в активное состояние ферменты поджелудочной железы, эмульгирует жиры (что облегчает их расщепление), усиливает перистальтику кишечника, стимулирует продукцию слизи, ликвидирует действие пепсина желудка, опасного для ферментов поджелудочной железы.

### Ферменты поджелудочной железы
Поджелудочная железа является основной железой в системе пищеварения. Она секретирует ферменты (более 20) в просвет двенадцатиперстной кишки.
- Протеазы:
  - Трипсин является протеазой, аналогичной пепсину желудка;
  - Химотрипсин — также протеаза, расщепляющая белки пищи;
  - Карбоксипептидаза;
  - Несколько различных эластаз, расщепляющих эластин и некоторые другие белки.
- Нуклеазы, расщепляющие нуклеиновые кислоты нуклеотидов.
- Стеапсин, расщепляющий жиры.
- Амилазу, расщепляющую крахмал и гликоген, а также другие углеводы.
- Липаза поджелудочной железы является важнейшим ферментом в переваривании жиров. Она действует на жиры (триглицериды), предварительно эмульгированные желчью, секретируемой в просвет кишечника печенью.

### Ферменты тонкой кишки
- Несколько пептидаз, в том числе:
  - энтеропептидаза — превращает неактивный трипсиноген в активный трипсин;
  - аланинаминопептидаза — расщепляет пептиды, образовавшиеся из белков после действия протеаз желудка и поджелудочной железы.
- Ферменты, расщепляющие дисахариды до моносахаридов:
  - сахараза расщепляет сахарозу до глюкозы и фруктозы;
  - мальтаза расщепляет мальтозу до глюкозы;
  - изомальтаза расщепляет мальтозу и изомальтозу до глюкозы;
  - лактаза расщепляет лактозу до глюкозы и галактозы.
- Липаза кишечника расщепляет триглицериды на глицерин и жирные кислоты.
- Эрепсин, фермент, расщепляющий белки.

## Микрофлора кишечника
Обитающие в толстом кишечнике человека микроорганизмы выделяют пищеварительные ферменты, способствующие перевариванию некоторых видов пищи.
- Кишечная палочка — способствует перевариванию лактозы.
- Лактобактерии — превращают лактозу и другие углеводы в молочную кислоту.

## Пищеварительные ферменты насекомоядных растений
Из секрета непентеса Nepenthes macferlanei выделены протеазы, продемонстрирована также липазная активность. Его главный фермент, непентезин, по субстратной специфичности напоминает пепсин.